# Eugen Hartmann
Wilhelm Eugen Hartmann (Nürtingen, 1853 – Monaco di Baviera, 1915) è stato un imprenditore tedesco.

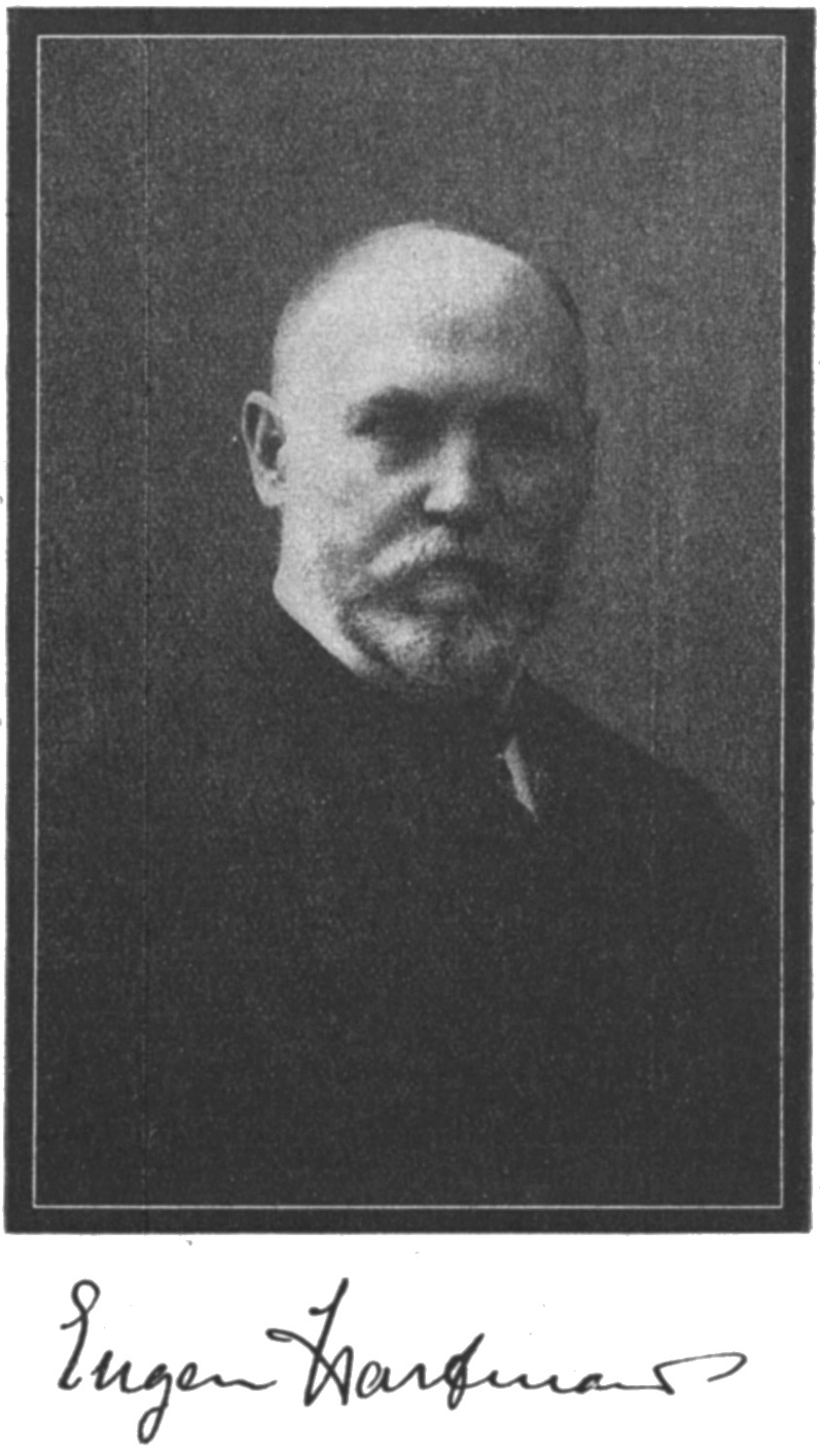
Eugen Hartmann

Nel 1879 fondò a Würzburg la società di costruzione di strumenti scientifici Hartmann, successivamente ribattezzata Hartmann & Braun per l'ingresso in società di Wunibald Braun.